# Вільякіран-де-лос-Інфантес
Вільякіран-де-лос-Інфантес (ісп. Villaquirán de los Infantes) — муніципалітет в Іспанії, у складі автономної спільноти Кастилія-і-Леон, у провінції Бургос. Населення — 162 особи (2010).
Муніципалітет розташований на відстані близько 200 км на північ від Мадрида, 29 км на південний захід від Бургоса.
На території муніципалітету розташовані такі населені пункти: (дані про населення за 2010 рік)
- Вільянуева-де-лас-Карретас: 11 осіб
- Вільякіран-де-лос-Інфантес: 151 особа

## Демографія
Динаміка населення (INE ):